# كاثارينا تشن
كاثارينا تشن (بالنرويجية البوكمول: Catharina Chen)‏ هي موسيقية نرويجية، ولدت في 8 يونيو 1985.

## وصلات خارجية
- الموقع الرسمي